# Strich (Rekrutenmaß)
Der Strich war ein österreichisches Längenmaß und ein Rekrutenmaß. Das Maß galt bis Ende 1875 in Österreich-Ungarn als gesetzliches Maß.
- 1 Strich = 3 Linien (Wiener = 2,195 Millimeter) = ¼ Zoll (Wiener = 26,34 Millimeter) = etwa 6,585 Millimeter